# Fernando Chueca Goitia
Fernando Chueca Goitia (Madrid, 29 de mayo de 1911-Madrid, 30 de octubre de 2004) fue un arquitecto y ensayista español, además de académico, historiador de la arquitectura y erudito, por lo que es considerado un referente ineludible en la arquitectura española del siglo XX. 

## Biografía
Nació el 29 de mayo de 1911 en Madrid, hijo del ingeniero Ángel Chueca Sainz.
Estudiante de arquitectura en la ETSAM y militante de la FUE, participó en el célebre crucero universitario por el Mediterráneo de 1933. Se tituló como arquitecto en 1936 por la Escuela de Madrid. Su actividad en la guerra civil, en la que participó en el salvamento de los archivos del Palacio de Liria, y la depuración profesional de 1942 —cuando se le prohibió el ejercicio profesional durante cuatro años— decantaron su vida profesional hacia la historia de la arquitectura.
Entre los cargos que ostentó cabe destacar que fue catedrático de Historia del Arte de la Escuela Técnica Superior de Arquitectura de Madrid, miembro de la Real Academia de Bellas Artes de San Fernando y de la Historia, presidente del Instituto de España entre 1978 y 1986 y decano del Colegio Oficial de Arquitectos de Madrid entre 1999 y 2002. También desarrolló actividad política desde su ideología liberal, en la USDE, el PDP y la UCD, por la que fue elegido senador en 1979.
A su labor como arquitecto se une una prolífica obra escrita entre la que destacan Breve historia del urbanismo, Invariantes castizos de la arquitectura española (1947), Arquitectura española del siglo XVI (1953), Ensayos críticos sobre la arquitectura (1967) y sobre todo la monumental Historia de la arquitectura española. Edad antigua y media (1964), que completó en 2001 con el tomo Edad moderna y contemporánea. Fue el autor de las dos versiones de la biografía de Andrés de Vandelvira (1954 y 1971) y coautor de la Juan de Villanueva (1949) junto a Carlos de Miguel.
Desarrolló tareas docentes desde 1954 como auxiliar de Torres Balbás en la ETSAM, donde posteriormente ganó las oposiciones a catedrático de Historia de la Arquitectura y el Urbanismo, que ejerció hasta su jubilación.
Fue el encargado de redactar el llamado Manifiesto de la Alhambra en 1953.
Falleció el 30 de octubre de 2004 en Madrid.

## Reconocimientos
En 1998, Chueca recibió la Medalla de Oro de la Arquitectura otorgada por el Consejo Superior de los Consejos de Arquitectos. En 2002 recibió el Premio Nacional de Historia de España, concedido por el Ministerio de Educación y Cultura, por su obra Historia de la arquitectura española. Edad Antigua y Edad Media (1965), Edad Moderna y Edad Contemporánea.
Existe una calle en su honor en el barrio madrileño del Ensanche de Vallecas.

## Algunas obras de restauración
- Casa de las Siete Chimeneas (Madrid)
- Monasterio de San Millán de la Cogolla
- Palacio de Galiana (Toledo)
- Palacio de Carlos V (Granada)
- Catedral de Valencia
- Catedral de Tarazona
- Casa consistorial de Tarazona (1968-1973)[7]
- Monasterio de Santa María la Real (Nájera)
- Oratorio del Caballero de Gracia (Madrid)
- Panteón de Goya en la ermita de San Antonio de la Florida (Madrid)
- Iglesia de San Caprasio (Huesca)
- Palacio Goyeneche, sede de la Real Academia de Bellas Artes de San Fernando (Madrid)
- Iglesia de los Santos Justo y Pastor (Toledo)
- Casa de los Lujanes (Madrid)
- Catedral de Palencia.

## Otras obras
- Proyecto del conjunto escultórico del Monumento al Cid Campeador y el Ciclo cidiano (Burgos, 1947-1955).Vista nocturna de la Catedral de la Almudena, que Chueca se encargó de finalizar.

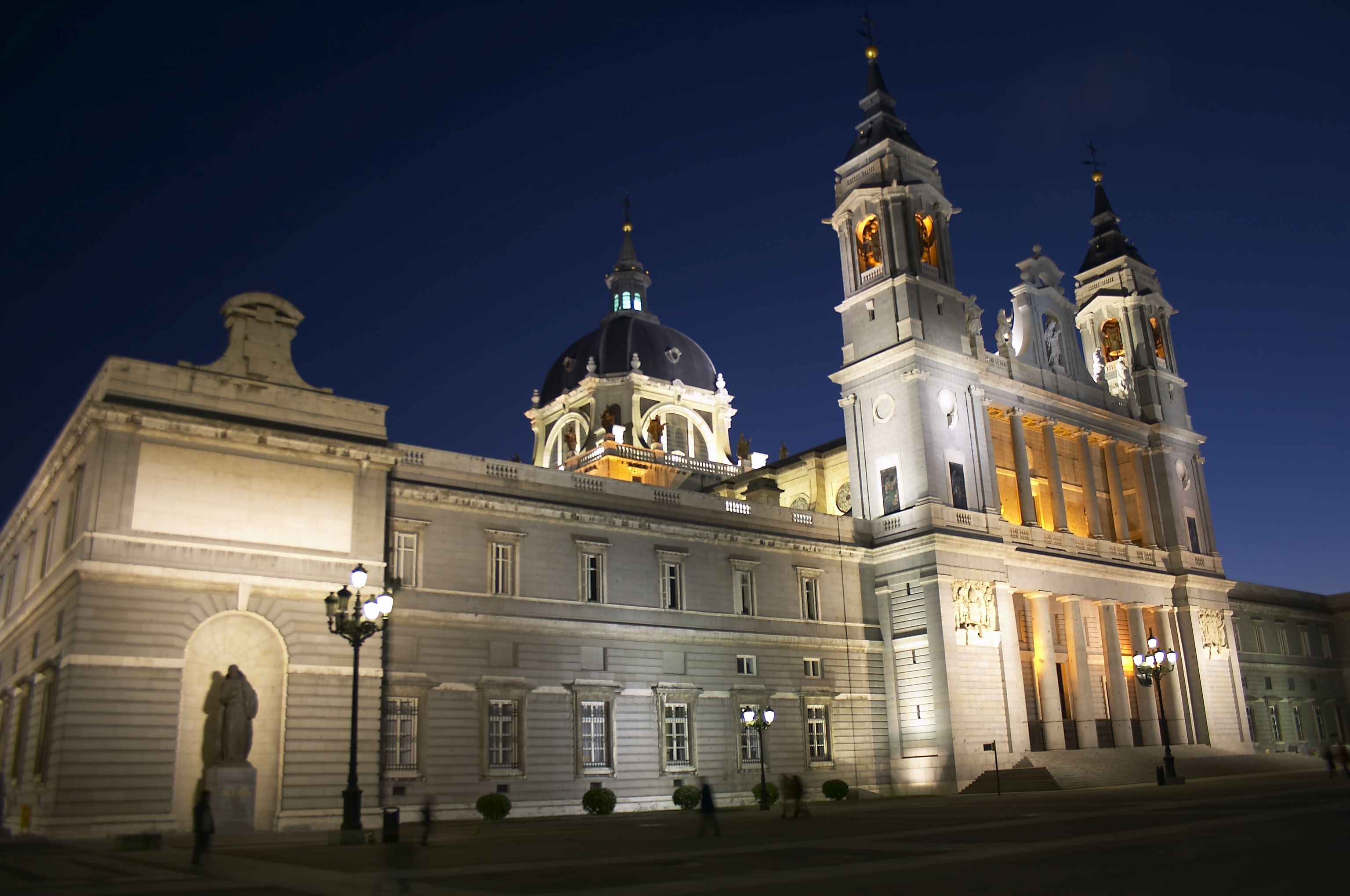
Vista nocturna de la Catedral de la Almudena, que Chueca se encargó de finalizar.

- Conclusión de la Catedral de Nuestra Señora de la Almudena (Madrid, 1950-1993)
- Ampliación del Museo del Prado (Madrid, 1953-1958)
- Remodelación del Barrio e Iglesia de San Miguel en Cuenca (1959)
- Pueblo español de Palma de Mallorca (Palma de Mallorca, 1965-1967)
- Ampliación del Edificio Banco de Santander (Santander, 1974-1975)[cita requerida]
- Sepulcro del Gran Duque de Alba en el convento de San Esteban de Salamanca (1985)